# Семь дней (телепередача)
«Семь дней» — телевизионная программа, выходившая в эфир по Первой программе ЦТ СССР официально с 21:00 до 22:00 по воскресеньям с 12 ноября 1989 по 4 марта 1990 года (по факту, первый выпуск длился около 54-х минут, а длительность подавляющего большинства остальных выпусков программы превышала 1 час от примерно 3-х до более 20 минут). Представляла собой обзор информации за прошедшую неделю. Производилась Главной редакцией информации ЦТ СССР.

## Ведущие
- Эдуард Сагалаев[1]
- Александр Тихомиров
- Александр Батуров (10.12.1989, 07.01.1990)
- Сергей Слипченко (03.12.1989, 18.02.1990)
- Александр Крутов (11.02.1990, 04.03.1990)

## История
С 1968 года после закрытия еженедельной информационной программы «Эстафета новостей», ни на одном из каналов ЦТ СССР не было еженедельной итоговой информационной программы. Программа «Время» в своём обычном будничном формате выходила и по выходным дням. «Семь дней» вышли в эфир 12 ноября 1989 года. На Второй программе ЦТ СССР транслировалась с сурдопереводом. Всего было сделано 16 выпусков программы. Последний выпуск вышел 4 марта 1990 года. После чего программа была закрыта, ссылаясь на некоторые «письма трудящихся». Вместо «Семи дней» по воскресеньям был возобновлён выпуск программы «Время».

## Оформление
Заставка была следующей: на фиолетовом фоне с контурами континентов появляется золотая семёрка с надписью «Дней» внизу. https://www.youtube.com/watch?v=TRay6nhh9eA Студия — та же, что и студия программы «Телевизионная служба новостей» https://www.youtube.com/watch?v=58h8zxGBhoQ